# Romina Gaetani
Romina Gaetani (Buenos Aires, 15 aprile 1977) è un'attrice argentina, attiva soprattutto per la televisione.
È conosciuta principalmente per i suoi ruoli da protagonista nelle telenovele Chiquititas, Soy gitano, Don Juan y su bella dama, Herederos de una venganza e altre.

## Biografia
Romina Gaetani è nata il 15 aprile 1977 a Buenos Aires, Argentina. Sua mamma si chiama Maria Flamini e suo padre Carlos Hugo Gaetani, che è morto ad aprile del 2014. Ha un fratello Leonardo che fa l’architetto. Già da piccola ha mostrato interesse per la recitazione, così da iscriversi a una scuola di teatro Andamio 90.

## Carriera
Il suo primo ruolo in televisione è stato Verdad o Consequencia nel 1998. Il suo debut come attrice in teatro è stato nella commedia musicale El rey David nel ruolo di Betsabe. Sempre nello stesso anno entra a far parte del cast della telenovela del canale Telefe, Verano del ’98, nel ruolo di Carla. Nel 2000 è la protagonista, prima volta in questo ruolo, nella sesta stagione di Chiquititas, nel ruolo di Luz Linares. Ha partecipato anche alla stagione teatrale di Chiquititas nel Gran Rex. L’anno successivo è stata la controfigura di Facundo Arana e Gianella Neyra nella telenovela di Telefe Yago, pasion morena. Ha continuato recitando in 1000 millones e nel 2003 è stata la protagonista della telenovela di Pol-ka Soy gitano. Insieme a Dady Briviera è stata la protagonista los secretos de papà dalla seconda metà del 2004. Poi ha recitato nella versione argentina di Amas de casa desesperadas. Tra il 2007-208 è andata in Messico per registrare la serie televisiva Mientras haya vida. Nel 2008 è stata la protagonista della serie Don Juan y su bella dama, insieme a Joaquin Furriel su Telefe. Nel 2009-2010 ha recitato in Botineras insieme a Isabel Macedo e Nicolas Cabré. Nel 2011 è ritornata Pol-ka dove è la protagonista in Herederos de una venganza insieme a Luciano Castro. Dal 2014 fino al 9 marzo 2015 è stata la protagonista Paula Pico nella telenovela Noche y Dia insieme a Victorio Villa (Facundo Arana), ma ha dovuto lasciare il cast per problemi di salute. Nel 2018 è parte del cast della telenovela Simona dove interpreta Siena Velasco.

## Filmografia

### Cinema
- Noche en la terraza, regia di Jorge Zima (2002)
- El derrotado, regia di Javier Torre e Vellano Marcos (2011)
- Bomba, regia di Sergio Bizzio (2013)
- Todavia, regia di Tomás Sánchez (2018)
- Giro de Ases, regia di Sebastián Tabany (2020)

### Televisione
- Buenos vecinos – serial TV, 4 episodi (1999)
- Verano del '98 – serial TV, 1 episodio (1999)
- Chiquititas – serial TV, 144 episodi (2000)
- Yago, pasión morena – serial TV, 1 episodio (2001)
- Tiempo final – serie TV, episodi 1x13-3x06 (2000-2002)
- 1000 millones – serial TV, 119 episodi (2002)
- Soy gitano – serial TV, 251 episodi (2003)
- Los secretos de papá – serial TV, 151 episodi (2004)
- Amas de casa desesperadas – serie TV, 23 episodi (2006-2007)
- Mujeres asesinas – serie TV, episodi 1x16-2x09-3x03 (2005–2007)
- Mientras haya vida – serial TV, 1 episodio (2007)
- Don Juan y su bella dama – serial TV, 102 episodi (2008)
- Botineras – serial TV, 142 episodi (2009-2010)
- Herederos de una venganza – serial TV, 219 episodi (2011-2012)
- Lobo – serial TV, 22 episodi (2012)
- El hombre de tu vida – serial TV, 2 episodi (2012)
- Tiempos Compulsivos – serial TV, 4 episodi (2012)
- Santos y pecadores – miniserie TV, 1 puntata (2013)
- La celebración – serie TV, episodio 1x11 (2014)
- Noche y día – serial TV, 121 episodi (2014-2015)
- Se trata de nosotros – miniserie TV, 1 puntata (2015)
- La Casa – serie TV, episodio 1x10 (2015)
- Simona – serial TV, 61 episodi (2018)
- La 1-5/18 – serial TV, 1 episodio (2021)
- Dos 20 – serie TV, episodio 1x01 (2022)
- Buenos Chicos – serial TV, 125 episodi (2023-2024)

## Premi
| Año  | Premio                    | Categoría                  | Programa                   | Resultado  |
| ---- | ------------------------- | -------------------------- | -------------------------- | ---------- |
| 2001 | Premio Clarín             | Rivelazione femminile      | Yago, pasión morena        | Vincitrice |
| 2003 | Premio Martín Fierro      | attrice protagonista       | Soy gitano                 | Nominata   |
| 2004 | Premio Martín Fierro      | attrice protagonista       | Los secretos de papá       | Nominata   |
| 2007 | Premio Martín Fierro      | Actriz de reparto en drama | Amas de casa desesperadas  | Nominata   |
| 2008 | Premio Martín Fierro      | attrice protagonista       | Don Juan y su bella dama   | Nominata   |
| 2009 | Premio Martín Fierro      | attrice protagonista       | Botineras                  | Nominata   |
| 2011 | Premio Martín Fierro      | attrice protagonista       | Herederos de una venganza  | Nominata   |
| 2014 | Premio Emmy Internacional | Miglior attrice            | Televisión por la justicia | Nominata   |